# Josef Fottner
Josef Fottner (* 27. Januar 1909 in München; † 7. Oktober 1983 im oberbayerischen Gröbenzell im Landkreis Fürstenfeldbruck) war ein deutscher Maler.

## Leben

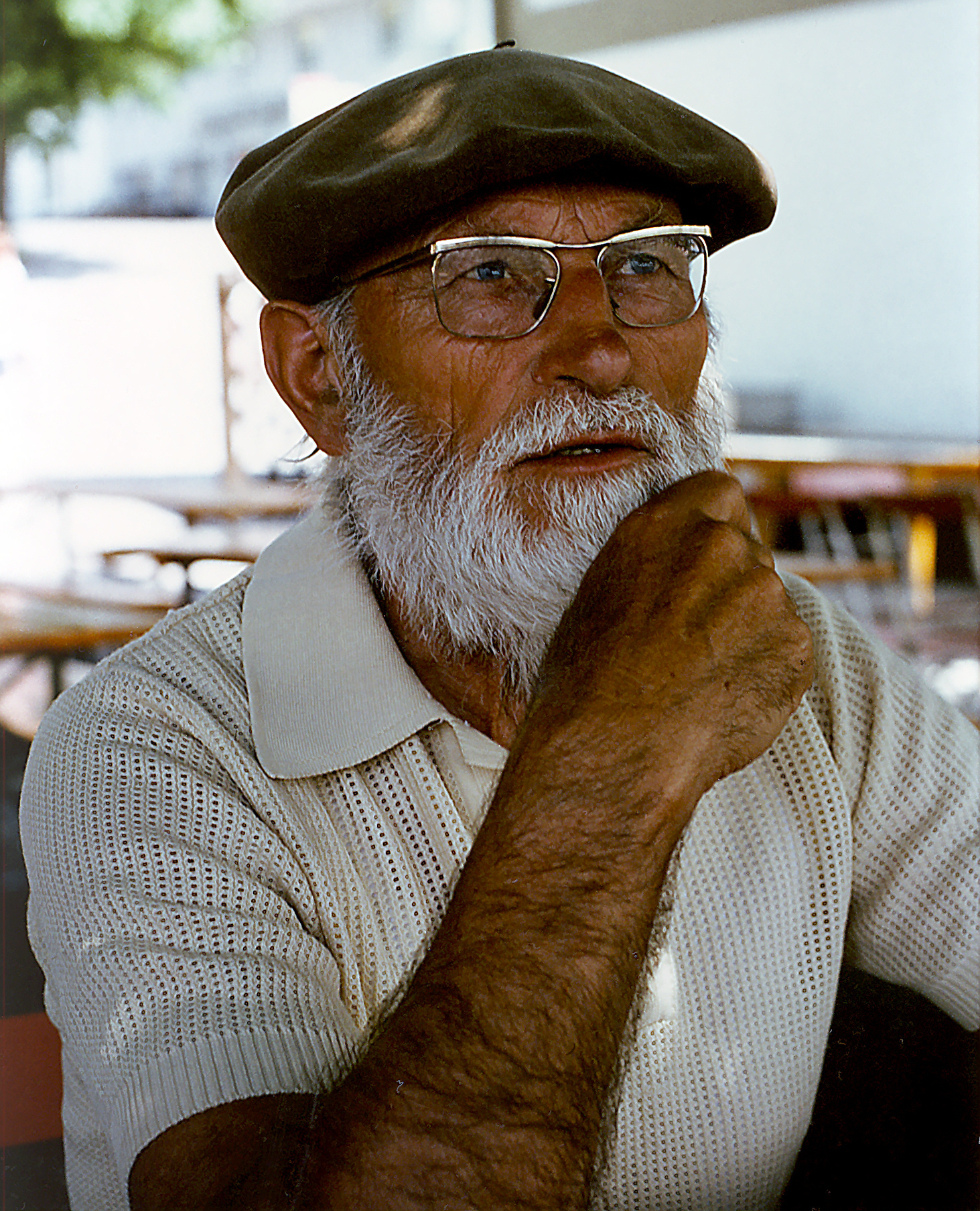
Josef Fottner (ca. 1978)

Josef Fottner kam in München-Neuhausen in der Nähe des Rotkreuzplatzes zur Welt und wuchs als Vollwaise auf. 1922 begann er 13-jährig eine Lehre in einem großen Malerbetrieb in Pfaffenhofen an der Ilm. Dort eignete er sich die Fertigkeiten und Kenntnisse an, die später Grundlage für die hohe technische Qualität und Vielfalt seines künstlerischen Schaffens wurden. Nach Abschluss seiner Ausbildung zum Kirchenmaler war er an der Restaurierung verschiedener Schlösser in und um München beteiligt.
Um 1928 zog er nach Chemnitz, wo er sich im Jahre 1934 als selbstständiger Malermeister niederließ und als Kirchenmaler, Restaurator und Gebrauchsgraphiker tätig war. Während dieser Zeit schrieb er sich als Gasthörer an der Dresdner Kunstakademie ein und bildete sich zum Kunstmaler aus. Schon in diesen Jahren unternahm er Kunst-Studienreisen nach Italien, Griechenland und in die Berge.
In der NS-Zeit konnte er sich nicht dazu entschließen, der Reichskunstkammer beizutreten, da er deren ideologischen Zielsetzungen nicht teilen mochte. In dieser Zeit hatte er auch keine Ausstellungs- und Publikationsmöglichkeiten. Während des Zweiten Weltkriegs wurde sein gesamtes künstlerisches Frühwerk zerstört.
Nach den Kriegswirren ließ er sich 1945 bis 1949 in München nieder. Im Jahre 1949 zog er aus der Großstadt in die damals eher ländlich geprägte Gemeinde Gröbenzell. Dort betrieb er ein Malergeschäft.

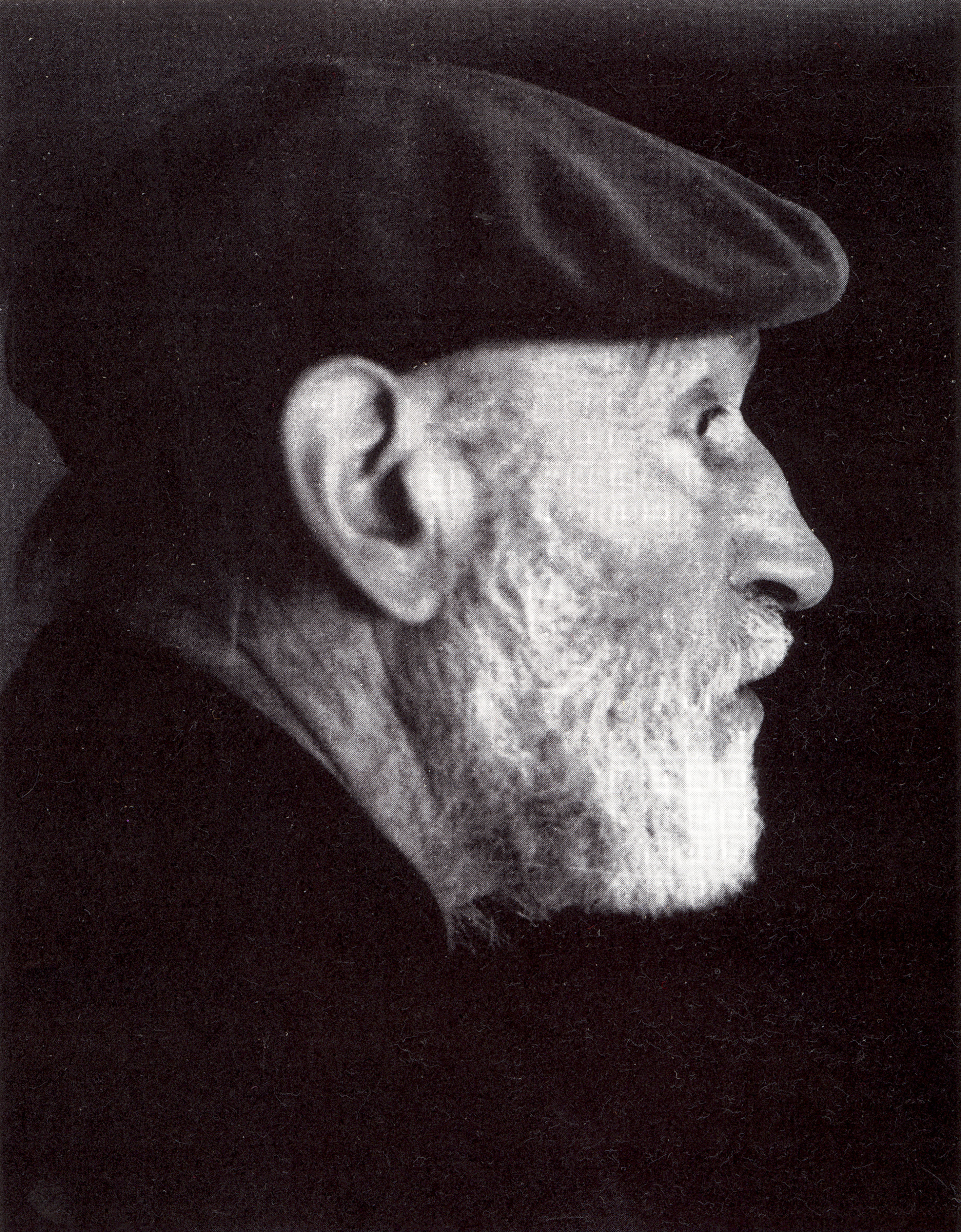
Josef Fottner, Porträtfotografie

Hauptschwerpunkt seines malerischen Werkes wurden nun für Jahre Landschaftsbilder, angeregt durch ausgedehnte Wanderungen rund um Gröbenzell, im Landkreis Fürstenfeldbruck sowie bei Bergtouren im österreichischen und schweizerischen Hochgebirge. Später unternahm er auch längere Malreisen durch Italien, Südfrankreich und Teile Spaniens.
Mit zunehmendem Alter konzentrierte er sich ausschließlich auf sein künstlerisches Schaffen. Im letzten Lebensjahrzehnt wendete er sich stärker der Ungegenständlichkeit zu. Ab dem Ende der 60er Jahre tendierte er dazu, die natürlichen Formen immer stärker zu vereinfachen und zu abstrahieren. Besonders deutlich ist diese Entwicklung in seinen Holzschnitten zu erkennen.
Freundschaftlich war er verbunden mit anderen Künstlern seiner Zeit z. B. mit Thomas Niederreuther, Josef Steiner und Josef Seidl-Seitz.
1975 verlegte er seinen Aufenthalt nach Außernzell in den Bayerischen Wald und kam 1982 zurück nach Gröbenzell, wo er im folgenden Jahr starb.
Josef Fottner war Mitglied in mehreren Künstlerorganisationen. Neben anderen auch in der 1946 gegründeten Donau-Wald-Gruppe und in der Fürstenfeldbrucker Künstlervereinigung. Gelegentlich beteiligte er sich an der großen Deutschen Kunstausstellung im Münchner Haus der Kunst. Seine Werke sind u. a. in der Niederreuther-Stiftung sowie in der privaten Sammlung von Dr. Gerhard Schneider, bekannt für seine Sammlung Entartete Kunst, enthalten.

## Ausgewählte Ausstellungen
| Jahr       | Ereignis                                 | Ort                                                 |
| ---------- | ---------------------------------------- | --------------------------------------------------- |
| 1949, 1953 | Kunstausstellung                         | Dresden                                             |
| 1953       | Internationale Kunstausstellung          | Bukarest                                            |
| 1957       | Alpenverein                              | Frankfurt/Main                                      |
| 1965–1969  | Berufsverband Bildender Künstler         | München                                             |
| 1969–1972  | Große Kunstausstellung im Haus der Kunst | München                                             |
| 1977–1979  | Große Kunstausstellung                   | Wasserburg                                          |
| 1988       | Maler in Bruck (postum)                  | Fürstenfeldbruck                                    |
| 1993       | große Einzelgedenkausstellung            | Stadtmuseum Fürstenfeldbruck im Kloster Fürstenfeld |
| 1996       | Einzelausstellung                        | Thoma Galerie Pähl (jetzt Starnberg)                |

## Anekdotisches

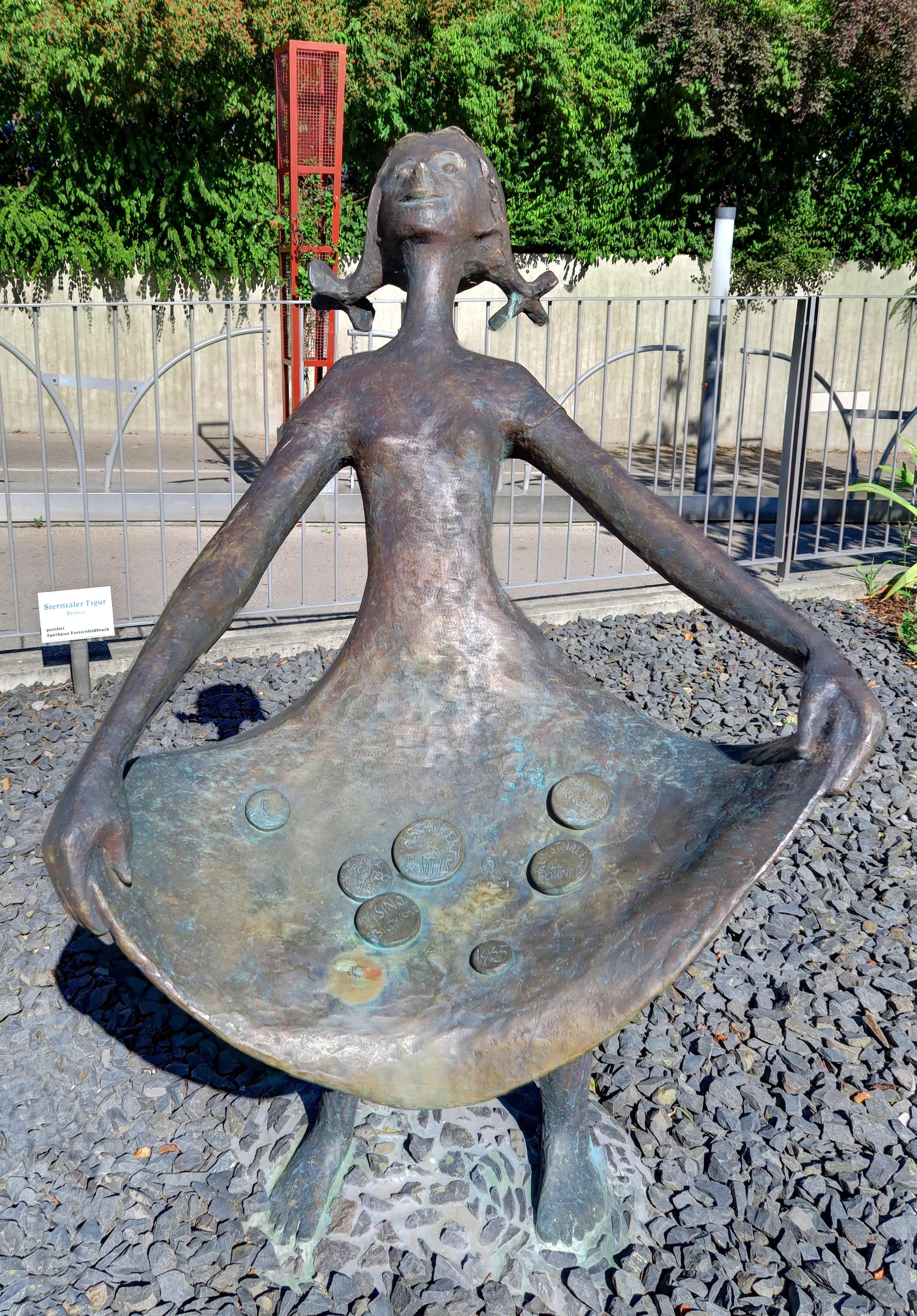
Sterntalerfigur aus dem Jahre 1965

Im Jahr 1965 schuf der Gröbenzeller Künstler Ferdinand Auerhammer im Auftrag der Sparkasse Fürstenfeldbruck anlässlich des Neubaus der Sparkassenzweigstelle in Gröbenzell, die etwa 1,50 Meter hohe Bronzefigur Sterntaler. In der damals üblichen Weise zeigt die Figur das Mädchen aus dem Grimmschen Märchen Die Sterntaler, das seinen Rock hochhält um darin die, vom nächtlichen Himmel fallenden Silbertaler aufzufangen. Diese „Münzsammlerin“ stand viele Jahre vor der Sparkasse Gröbenzell. Die Münzen sind plastisch abgebildet und tragen verschiedene Aufschriften. Eine zeigt das Fertigungsjahr 1965, eine andere die Aufschrift: „Dem Architekt + Künstlern“. Neben den Bildhauern Visino und Wolf Hirtreiter wurde auch Josef Fottner eine Münze mit der Prägung „Kunstmaler Fottner“ gewidmet. Die Plastik diente ursprünglich als Brunnenfigur, auf dessen hochgehobenen Rock sich die Wasserstrahlen trafen. Mit der Renovierung der S-Bahn-Station verschwand die Brunnenanlage, die Figur blieb erhalten.

## Beispielhafte Werke

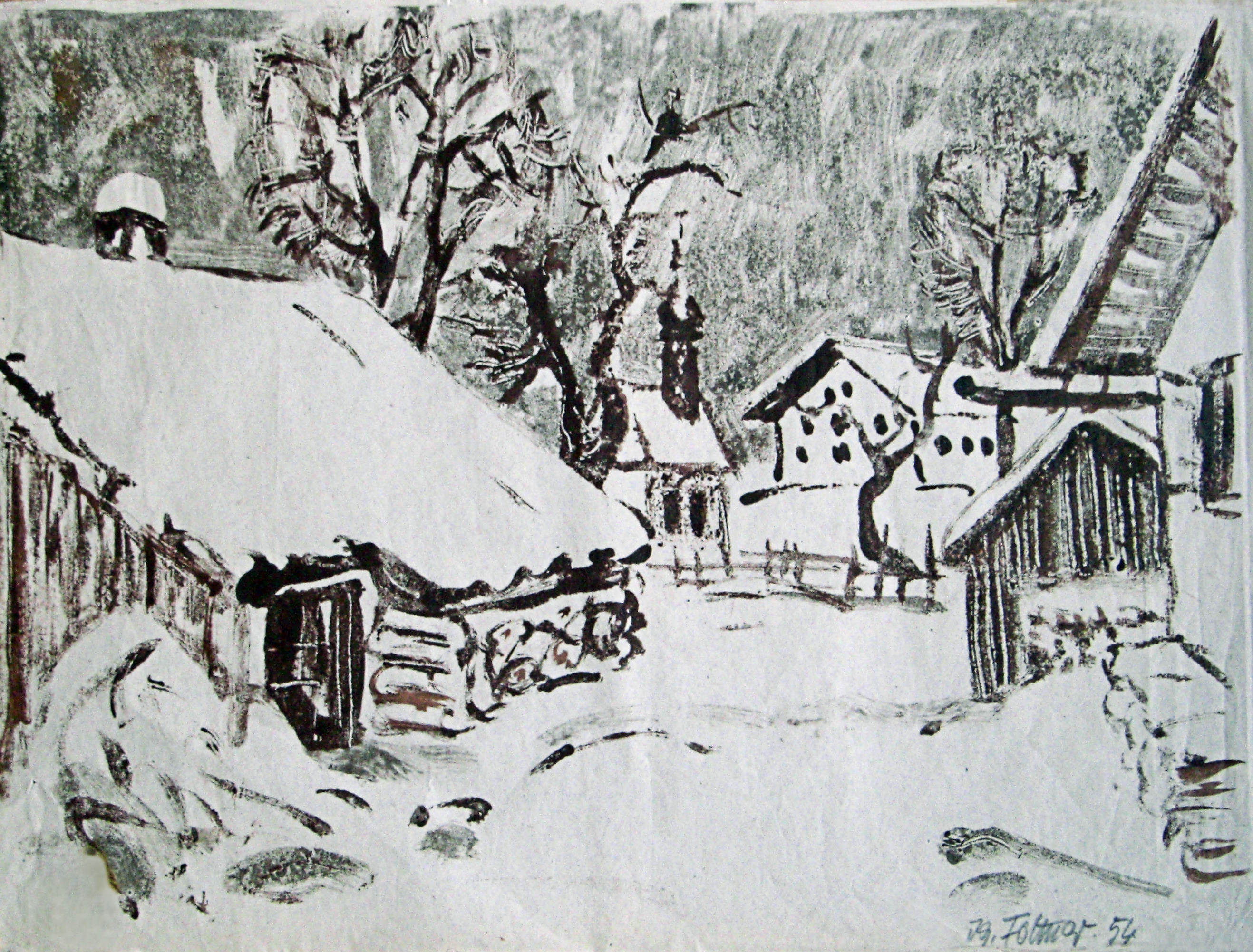
Oberbayern, verschneite Dorflandschaft 1954
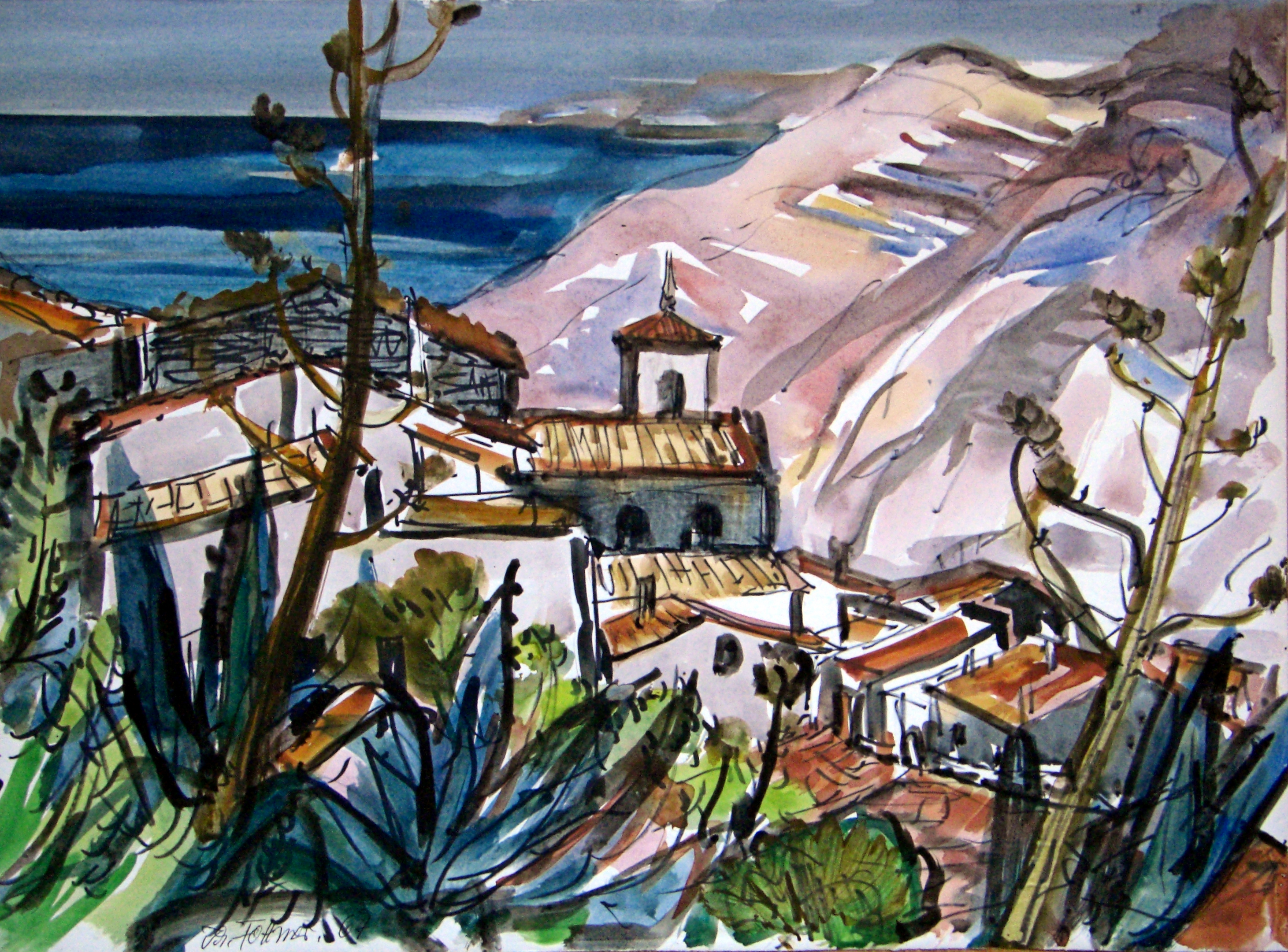
Spanien Solera, 1970
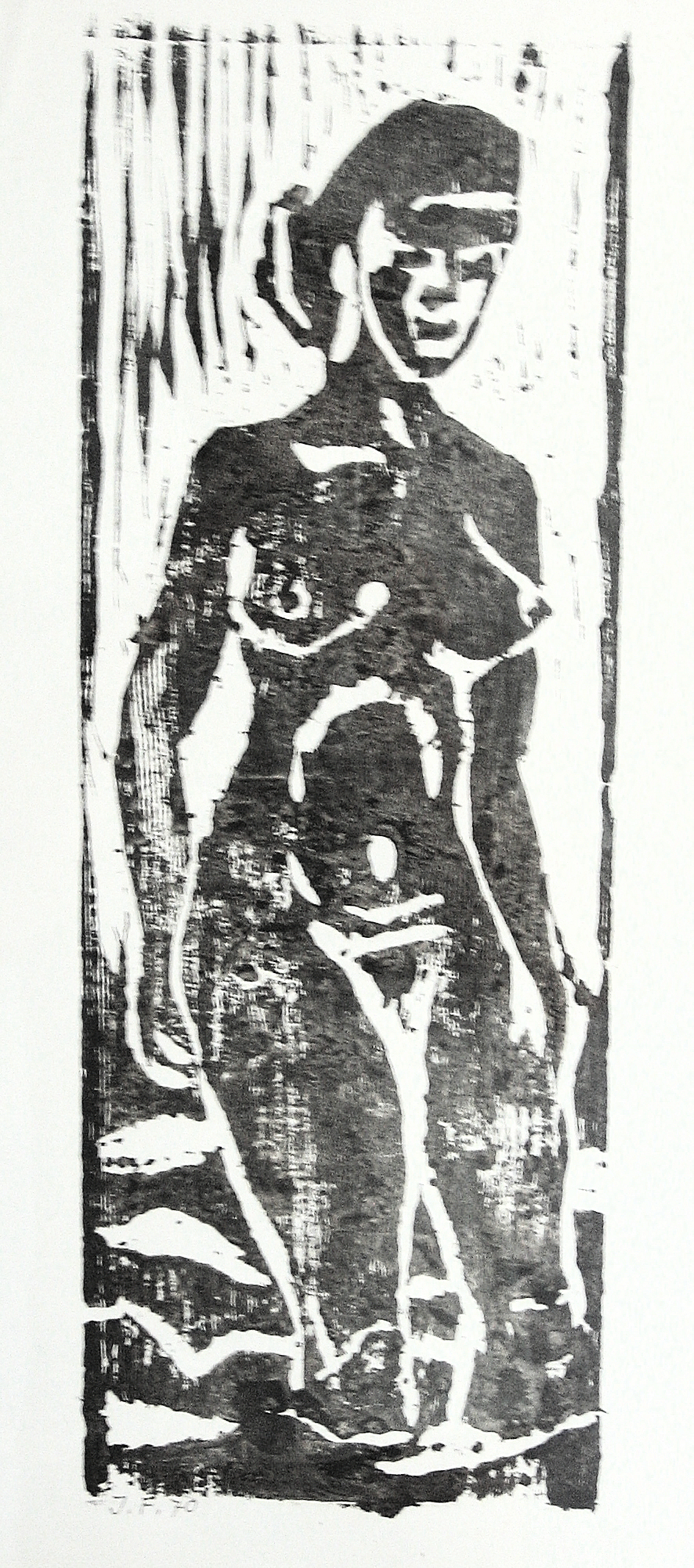
Nackte Badende, 1970
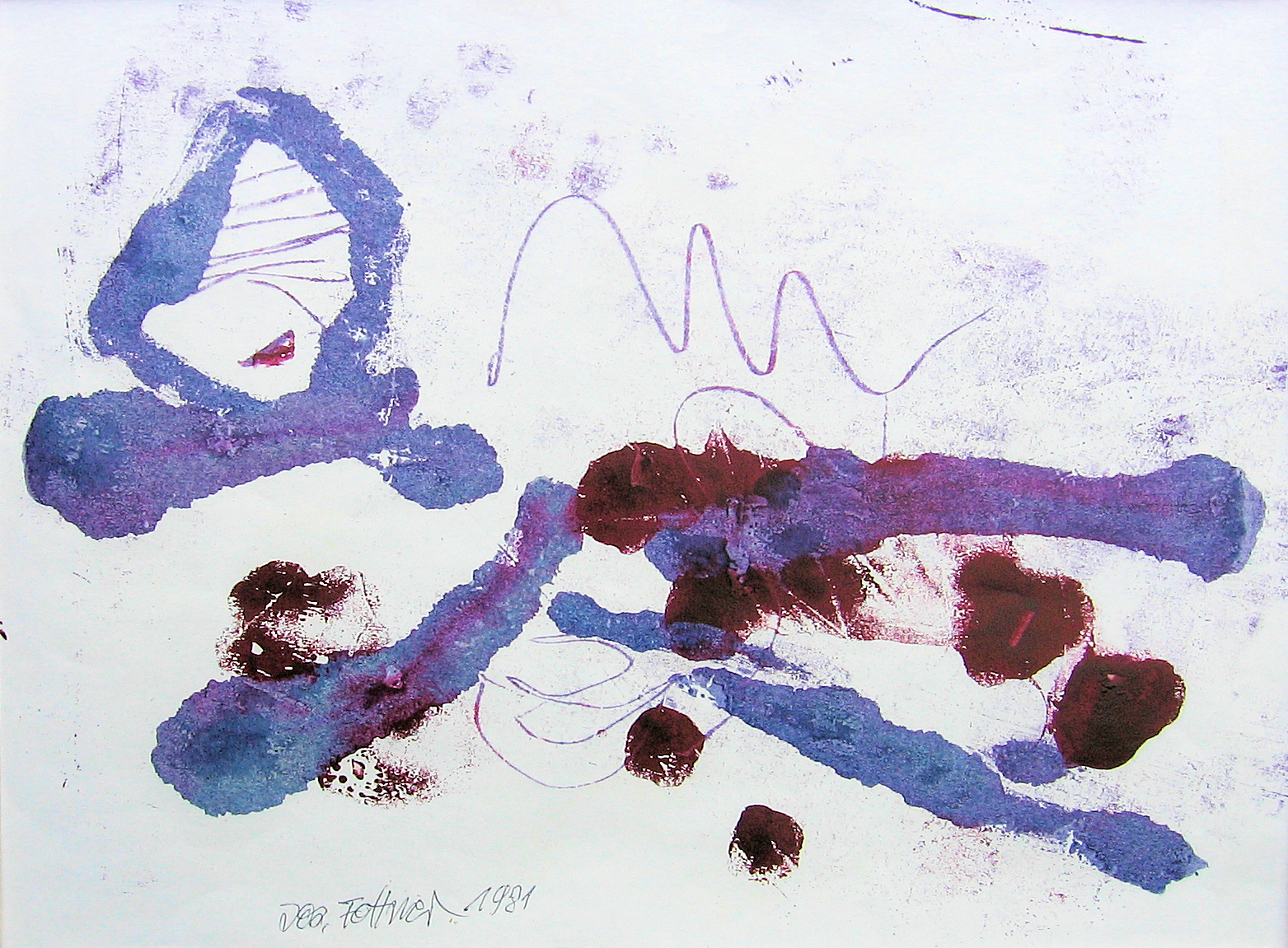
Liegender Akt, 1981
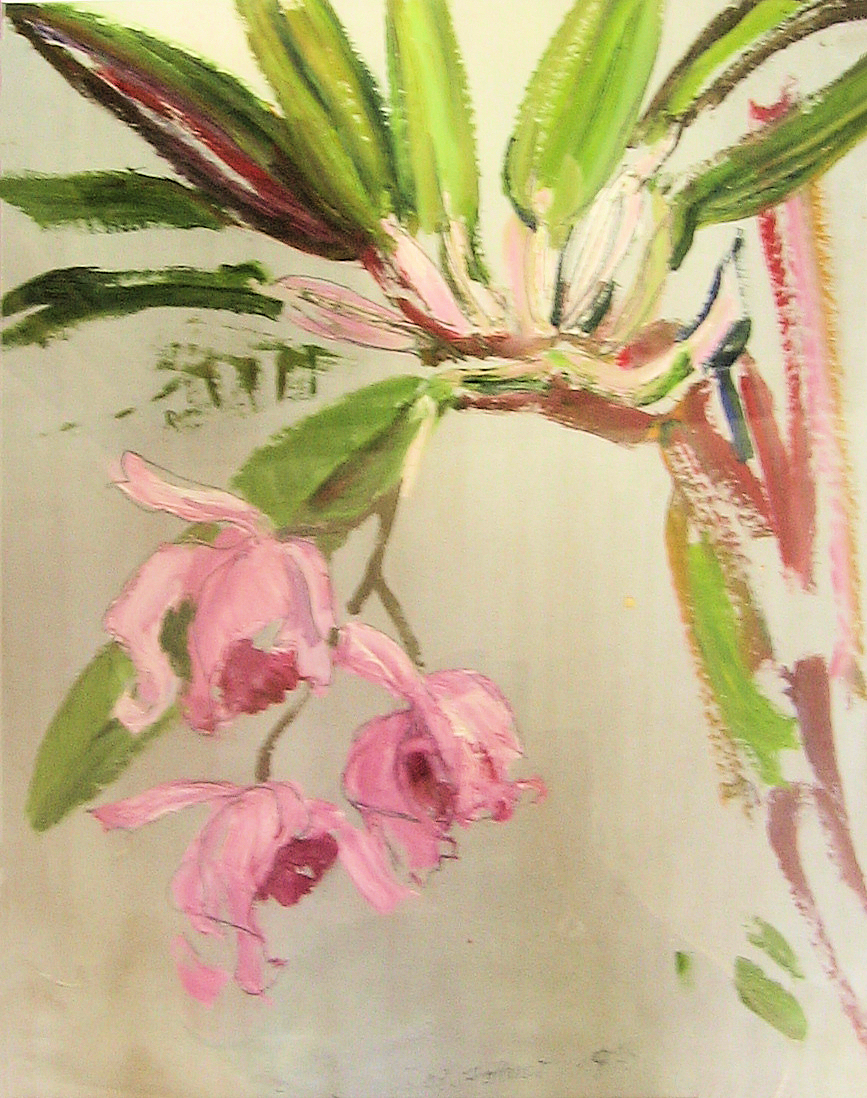
Blumen

| Personendaten    | Personendaten                          |
| ---------------- | -------------------------------------- |
| NAME             | Fottner, Josef                         |
| KURZBESCHREIBUNG | deutscher Maler                        |
| GEBURTSDATUM     | 27. Januar 1909                        |
| GEBURTSORT       | München                                |
| STERBEDATUM      | 7. Oktober 1983                        |
| STERBEORT        | Gröbenzell, Landkreis Fürstenfeldbruck |